# Eucrenonaspides oinotheke
Eucrenonaspides oinotheke é uma espécie de crustáceo da família Psammaspididae.
É endémica da Austrália.